# Ögonvita

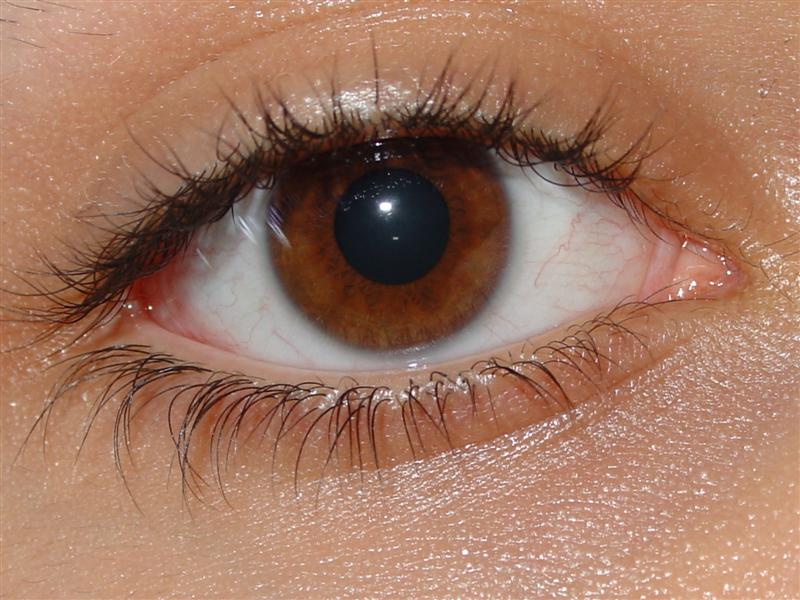
Ett mänskligt öga

Ögonvitan, även benämnd vitögat eller sclera, är den främre synbara vita delen i ögats senhinna som omger regnbågshinnan, även kallad iris. Regnbågshinnan är det område som omger den svarta pupillen. I mitten av ögat övergår det till den ovanliggande hornhinnan som är genomskinlig.
Ögonvitan är betydligt mer synlig hos människan än hos de flesta andra däggdjur, hos vilka regnbågshinnan är större och fyller den synliga delen av ögat.  Detta kan tolkas som en evolutionär anpassning till blickens betydelse för mänskligt samspel.
Det finns sjukdomar hos människan som kan få ögonvitan att ändra färg, till exempelvis gulsot som ger ögonvitan en gul nyans. Blåaktig ögonvita tyder på att den är förtunnad, vilket kan vara ett symtom på osteogenesis imperfecta, Ehlers-Danlos syndrom, pseudoxanthoma elasticum, Marfans syndrom, eller långvarigt höga nivåer av kortikosteroider.
Hos djur kan ögonvitan vara brunfärgad och mindre, och vissa djur saknar helt ögonvita.